# Woungly-Massaga
 (avril 2011).
Si vous disposez d'ouvrages ou d'articles de référence ou si vous connaissez des sites web de qualité traitant du thème abordé ici, merci de compléter l'article en donnant les références utiles à sa vérifiabilité et en les liant à la section « Notes et références ».
René Jacques N'gouo Woungly-Massaga, né le 26 janvier 1936 à Yaoundé et mort le 17 octobre 2020 dans la même ville, est un homme politique camerounais.

## Biographie
Après des études primaires à Eséka et à Lolodorf, des études secondaires au Lycée Leclerc de Yaoundé  puis  au Collège de Die (Drôme), au Lycée Blaise-Pascal de Clermont-Ferrand, des études supérieures à la Faculté des Sciences de Clermont-Ferrand, Woungly-Massaga s'inscrit à la  Sorbonne en 1960 pour préparer une thèse de doctorat en Mathématiques. La préparation de cette thèse est interrompue par son expulsion de France le 11 février 1961.   
Il est élu président de l’Union nationale des étudiants du Kamerun (UNEK) en décembre 1960 et  fait l’objet d’un arrêté d’expulsion pris par le premier ministre Michel Debré  le 11 février 1961, à la suite d’une manifestation d’étudiants africains sur les Champs-Élysées visant à dénoncer l’assassinat de Patrice Lumumba. Il s’évade de l’ambassade du Ghana à Paris, encerclée par la gendarmerie, avec ses collègues Michel Ndoh et Joseph Etoundi, déguisés en prêtres, jusqu’à Bonn puis Accra. Arrivé au Ghana, il devient secrétaire administratif de l’UPC, principal collaborateur d’Ernest Ouandié qu’il accompagnera aux frontières du  Nigeria et du Cameroun, puis secrétaire administratif de la Conférence des Peuples africains (où il remplace Frantz Fanon), travaillant avec le Ghanéen Kodjo Adison, et le ministre résident de Guinée au Ghana, secrétaire général de la Conférence. Il remplace Ernest Ouandié au comité directeur de cette conférence où siégeait également Ossendé Afana, au titre du secrétariat afro-asiatique du Caire où il représentait l’UPC.
De 1962 à 1965, il est conseiller à la présidence de la République du Ghana auprès de Kwame Nkrumah, collaborateur  confidentiel de la direction du parti Action Group du Nigérien Samuel Goomsu Ikoku et collaborateur secret des syndicats nigérians (Gogo Chu Nzeribe (en)) ;  collaborateur de Agostinho Neto, président du MPLA (Angola) ; collaborateur confidentiel du groupe d'Ibrahim Abacha pour la lutte armée au Tchad ; collaborateur  des conseillers du président Massamba-Débat, (notamment Antoine Maboungou Mbimba) et des syndicats du Congo (Bantou) ;  collaborateur des groupes de Léonard Mitudidi et Thomas Mukwidi pour la lutte armée au Congo-Lumumba.
De 1965 à 1969, collaborateur au Cabinda de Hoji-ya-Henda (en), fondateur des Fapla (Forces armées de libération de l’Angola (en))  sous le nom de Commandant Gama ; commandant en chef du IIème Front de l’Armée de libération nationale du Kamerun (ALNK) (Combats de la Lélé, Combats de Ndongmen dima, de Djoum.. »).
Après la mort d'Osendé Afana en mars 1966, il devient le principal dirigeant de l'UPC. Il tente alors de la réorganiser militairement en implantant un camp d’entrainement en Angola, dans une région contrôlée par les combattants du MPLA. Les militants upécistes bénéficient de l'aide d'instructeurs cubains, qui leur offrent aussi un meilleur équipement. La troupe commandée par Massaga prend le nom de « colonne Ruben Um Nyobè », traverse le Congo, et pénètre au Cameroun à la fin de l'année 1967. Elle est cependant repérée par les services de renseignement d'Ahidjo et doit essuyer en décembre la contre-offensive de son armée. La majorité des combattants parviennent finalement à rejoindre le Congo mais le gouvernement de Marien Ngouabi refuse de leur permettre de poursuivre leur combat. Woungly-Massaga s'envole alors pour Cuba. 
En 1970, il entre en clandestinité au Sénégal. En 1972, il lance le courant du Manidem et la formation des cadres  pour la reconstruction de l’UPC. En 1974, il crée le Manidem, puis l’ARPA (Alliance Révolutionnaire des Peuples Africains) dont un des dirigeants sera assassiné aux côtés de Thomas Sankara. De 1982 à 1990, il est secrétaire général de l’UPC (il sera le dernier Secrétaire Général de l’ UPC clandestine et unie). Le 3 octobre 1990 Woungly-Massaga annonce de Luanda (Angola) sa démission de toutes ses responsabilités au sein de l'UPC et rentre peu après au Cameroun. En 1991, il crée et obtient la légalisation d'un parti politique dénommé Parti de la solidarité du Peuple (PSP), qu'il présente comme un « parti de soutien au projet politique du Président Paul Biya » et un « parti d'opposition » au  RDPC. En 1994, il réintègre le PSP dans l’UPC pour lancer le travail d’organisation d’un congrès unitaire du parti. En 1996, il est élu secrétaire national aux Affaires politiques de l’UPC au Congrès unitaire du 13 septembre. L’UPC a sombré de nouveau dans la division en 1998 avec quatre branches (UPC/Ndeh Ntumazah,), (UPC/Kodock pro-gouvernementale), (UPC Hogbe, en concurrence avec Kodock pour un Ministère) et UPC/Manidem continuée aujourd’hui par Moukoko et Mack-Kit).
En 2003, nouvelle tentative de Congrès unitaire lancée par Kissamba qui échoue. De 2008 à 2010, il consacre deux études aux grands défis du continent africain que sont l’intégrisme islamique et les réseaux ésotériques.

## Publications
- « Réponse à deux questions » brochure publiée par le Bureau du Comité Directeur de l’UPC, début 1960, avant la mort de Moumié et sur directive de ce dernier.
- « Charte de l’UNEK » (Union Nationale des Étudiants du Kamerun) Décembre 1960
- « Charte du 2ème front de l’ALNK » juillet 1967
- « La Révolution au Congo » (Maspero) 1970
- « L’Afrique bloquée : exemple du Cameroun » (Éditions CIML – Suisse) 1972
- « Le Courant du Manidem » (tome 1) 1972
- « Le Courant du Manidem » (tome 2) 1974
- « Problèmes d’organisation de l’UPC et du Manidem » 1978
- « Où va le Cameroun ? » 1984 (Harmattan) Paris.
- « Combat pour la Démocratie » 1994 (Imprimerie St Paul Ydé)
- « Où va l’Afrique ? » 2000 (Éditions Minsi DS)
- « Cameroun : Ma part de vérité ».2004 Avec le Professeur Daniel Abwa (Département de l’Histoire de l’Université de Yaoundé I) (Éditions Minsi  DS)
- « Des Stratégies non dites des tribalistes et régionalistes Camerounais » 2008.
- « L’Afrique et l’Intégrisme islamique »  2009.